# Christopher Hitchens
Christopher Eric Hitchens, född 13 april 1949 i Portsmouth, Hampshire, död 15 december 2011 i Houston, Texas, var en brittisk-amerikansk författare och journalist. Han var sedan 1981 bosatt i USA. År 2007 blev han även amerikansk medborgare. Hitchens är mest känd för boken Du store Gud? Hur religionen förgiftar allt som utgavs 2007. Han var bror till Peter Hitchens.
Han var även känd som en av ateismens "fyra ryttare" där de andra tre är Daniel Dennett, Richard Dawkins och Sam Harris.

## Författarskap och journalistik
Hitchens har genom åren skrivit i många olika tidningar såsom Vanity Fair, The Nation, Harper's, The New Yorker, The Daily Mirror, The Weekly Standard, The Wall Street Journal, Slate och The Atlantic Monthly. Under våren 2008 kom hans bok Du store Gud? Hur religionen förgiftar allt ut på svenska.

## Religionskritikern
Hitchens beskrev sig själv som antiteist, inte ateist. Enligt Hitchens är en ateist en person som inte tror på någon gud, men som skulle kunna vilja göra det. En antiteist tror inte heller på någon gud, men går längre än ateisten och säger att det skulle vara fel att tro på en "ständig övervakare". Anledningen är att den ständige övervakaren som religionen beskriver enligt Hitchens är "folkmordisk, homofobisk, sexistisk och som tvingar oss att samtidigt älska honom, någon som vi fruktar, definitionen av sadomasochism."
Han liknar även en beskrivning av det kristna himmelriket vid Nordkorea, där invånarna tvingas dyrka en totalitär ledargestalt.
Större delen av Hitchens karriär ägnades åt att kritisera religion och totalitära ideologier i alla dess former. Hans frispråkliga och hårda uttalanden gjorde att han fick ta emot ett flertal dödshot. Flera av hans böcker och TV-framträdanden behandlar enbart kritik mot religion eller framstående religiösa gestalter. Några av dessa var Moder Teresa, TV-predikanten Jerry Falwell samt Islam, mycket på grund av turerna kring Hitchens nära vän Salman Rushdie och dennes bok Satansverserna.

## Privatliv

### Äktenskap och barn
Hitchens gifte sig två gånger, först med Eleni Meleagrou i en grekisk ortodox kyrka 1981. Paret fick tillsammans sonen Alexander och dottern Sophia. 1989 skiljde sig paret. 
1990 träffade Hitchens en ny kvinna, Carol Blue, och paret gifte sig. Tillsammans med Blue hade han dottern Antonia.

### Rökning och alkoholvanor
Hitchens försökte aldrig undanhålla att han var en stor konsument av såväl cigaretter som alkohol, snarare tvärtom. Han gjorde flera framträdande där han konsumerade öppet. The Sunday Times beskrev Hitchens som "vanligtvis beväpnad med ett glas whiskey och en hängande Rothmans-cigarrett."

### Förhållandet till brodern
Förhållandet mellan Christopher och Peter Hitchens, även han författare och journalist, blev efter hand allt mer ansträngt i takt med att de utvecklade helt skilda politiska förhållningssätt. Båda var i sin ungdom revolutionära trotskister, men medan Christopher sedermera etablerade sig som religionskritiker och ateist, utvecklades Peter till troende kristen och paleokonservativ. Peter var också en stark motståndare till USA:s krig i bland annat Kosovo och Irak, medan Christopher öppet ställde sig bakom Bushadministrationens interventionistiska linje i Mellanöstern. 
Bröderna bröt med varandra privat år 2001 men fortsatte att mötas i officiella sammanhang, exempelvis för att debattera aktuella frågor i media.

## Sjukdom och död
Under 2010, mitt under hans turné för självbiografin Hitch 22 upptäckte läkare att Hitchens drabbats av matstrupscancer. Den pågående bokturnén avbröts direkt för strålbehandling. Hitchens drog sig däremot inte från rampljuset helt trots sjukdomen utan gjorde några enstaka framträdanden, däribland en entimmes intervju för ABC Nightline. 
Han avled den 15 december 2011 av lunginflammation, en komplikation av matstrupscancern.
I enlighet med hans önskan, donerades hans kropp till medicinsk forskning.